# Oesterdeichstrich
Oesterdeichstrich est une commune allemande du Schleswig-Holstein, située dans l'arrondissement de Dithmarse (Kreis Dithmarschen), à 13 kilomètres au sud-ouest de la ville de Heide. Oesterdeichstrich est l'une des 18 communes de l'Amt Büsum-Wesselburen dont le siège est à Büsum.